# Glaphyra unanimis
Glaphyra unanimis är en skalbaggsart som beskrevs av Holzschuh 1995. Glaphyra unanimis ingår i släktet Glaphyra och familjen långhorningar. Inga underarter finns listade i Catalogue of Life.